# Liste der Baudenkmale im Landkreis Holzminden
Die Liste der Baudenkmale im Landkreis Holzminden enthält die nach dem Niedersächsischen Denkmalschutzgesetz geschützten Baudenkmale im niedersächsischen Landkreis Holzminden. 
Der Übersicht und Länge halber ist die Liste nach den Städten und Gemeinden des Landkreises separiert. Diese Einteilung findet sich in der folgenden Tabelle, in der zu jedem Eintrag, soweit möglich, ein exemplarisches Foto eines Baudenkmals aus der jeweiligen Stadt oder Gemeinde zu finden ist.
| Bild | Stadt/Gemeinde                        | Karte | Liste                                                           | Ortsteile |
| ---- | ------------------------------------- | ----- | --------------------------------------------------------------- | --------- |
|      | Arholzen                              |       | Liste der Baudenkmale in Arholzen                               |           |
|      | Bevern                                |       | Liste der Baudenkmale in Bevern (Landkreis Holzminden)          |           |
|      | Bodenwerder                           |       | Liste der Baudenkmale in Bodenwerder                            |           |
|      | Boffzen                               |       | Liste der Baudenkmale in Boffzen                                |           |
|      | Boffzen (gemeindefreies Gebiet)       |       | Liste der Baudenkmale in Boffzen (gemeindefreies Gebiet)        |           |
|      | Brevörde                              |       | Liste der Baudenkmale in Brevörde                               |           |
|      | Deensen                               |       | Liste der Baudenkmale in Deensen                                |           |
|      | Delligsen                             |       | Liste der Baudenkmale in Delligsen                              |           |
|      | Derental                              |       | Liste der Baudenkmale in Derental                               |           |
|      | Dielmissen                            |       | Liste der Baudenkmale in Dielmissen                             |           |
|      | Eimen                                 |       | Liste der Baudenkmale in Eimen                                  |           |
|      | Eimen (gemeindefreies Gebiet)         |       | Liste der Baudenkmale in Eimen (gemeindefreies Gebiet)          |           |
|      | Eschershausen                         |       | Liste der Baudenkmale in Eschershausen                          |           |
|      | Eschershausen (gemeindefreies Gebiet) |       | Liste der Baudenkmale in Eschershausen (gemeindefreies Gebiet)* |           |
|      | Fürstenberg                           |       | Liste der Baudenkmale in Fürstenberg (Weser)                    |           |
|      | Golmbach                              |       | Liste der Baudenkmale in Golmbach                               |           |
|      | Grünenplan (gemeindefreies Gebiet)    |       | Liste der Baudenkmale in Grünenplan (gemeindefreies Gebiet)     |           |
|      | Halle                                 |       | Liste der Baudenkmale in Halle (Weserbergland)                  |           |
|      | Hehlen                                |       | Liste der Baudenkmale in Hehlen                                 |           |
|      | Heinade                               |       | Liste der Baudenkmale in Heinade                                |           |
|      | Heinsen                               |       | Liste der Baudenkmale in Heinsen                                |           |
|      | Heyen                                 |       | Liste der Baudenkmale in Heyen                                  |           |
|      | Holenberg                             |       | Liste der Baudenkmale in Holenberg                              |           |
|      | Holzen                                |       | Liste der Baudenkmale in Holzen (bei Eschershausen)             |           |
|      | Holzminden                            |       | Liste der Baudenkmale in Holzminden                             |           |
|      | Holzminden (gemeindefreies Gebiet)    |       | Liste der Baudenkmale in Holzminden (gemeindefreies Gebiet)*    |           |
|      | Kirchbrak                             |       | Liste der Baudenkmale in Kirchbrak                              |           |
|      | Lauenförde                            |       | Liste der Baudenkmale in Lauenförde                             |           |
|      | Lenne                                 |       | Liste der Baudenkmale in Lenne (Niedersachsen)                  |           |
|      | Lüerdissen                            |       | Liste der Baudenkmale in Lüerdissen                             |           |
|      | Merxhausen (gemeindefreies Gebiet)    |       | Liste der Baudenkmale in Merxhausen (gemeindefreies Gebiet)*    |           |
|      | Negenborn                             |       | Liste der Baudenkmale in Negenborn                              |           |
|      | Ottenstein                            |       | Liste der Baudenkmale in Ottenstein (Niedersachsen)             |           |
|      | Pegestorf                             |       | Liste der Baudenkmale in Pegestorf                              |           |
|      | Polle                                 |       | Liste der Baudenkmale in Polle                                  |           |
|      | Stadtoldendorf                        |       | Liste der Baudenkmale in Stadtoldendorf                         |           |
|      | Vahlbruch                             |       | Liste der Baudenkmale in Vahlbruch                              |           |
|      | Wangelnstedt                          |       | Liste der Baudenkmale in Wangelnstedt                           |           |
|      | Wenzen (gemeindefreies Gebiet)        |       | Liste der Baudenkmale in Wenzen (gemeindefreies Gebiet)*        |           |

* Für diese Gebiete sind keine Baudenkmale ausgewiesen.